# Puma-Werk
Puma-Werk, Lauterjung und Sohn, mais conhecida como Puma-Werk ou simplesmente Puma, é uma famosa companhia cuteleira criada em 1769 e situada em Solingen, Alemanha.
A marca Puma hoje, pode ser considerada um dos grandes expoentes mundiais em facas para caça, criando no final da década de 1950 os famosos modelos "Original Bowie" e "White Hunter", mundialmente reconhecidos por sua extrema qualidade.

## Famosos modelos
- Skinner
- Original Bowie
- White Hunter
- Waidblatt
- Four Star
- Duke
- Earl
- Puma Balança